# Феркок, Кантен
Квентин Феркок (фр. Quentin Fercoq род. 5 марта 1999, Арфлёр, департамент Приморская Сена) — французский шорт-трекист. Участник зимних Олимпийских игр 2022 года в Пекине. Серебряный призёр чемпионата мира 2022 года, чемпион европы 2025 года в эстафете.

## Спортивная карьера
Квентин Феркок начал заниматься шорт-треком в 2003 году, в возрасте 4 лет в спортивном клубе на льду Гавра "CVGH", и уже с 2008 года участвовал в разных соревнованиях среди мальчиков. В 2010 году переехал в национальный центр конькобежного спорта в Фон-Ромё, где находится главная тренировочная база по шорт-треку, а через год выиграл чемпионат Франции среди новичков- юниоров в общем зачёте. 
В 2013 году занял 1-е место на чемпионате Франции среди мальчиков младшей группы и был отобран в национальную юниорскую сборную. В 2014 году на юниорском чемпионате мира в Эрзуруме в составе эстафетной команды занял 13-е место. Через год на чемпионате мира среди юниоров в Осаке занял 22-е место в многоборье.
В 2016 году на юниорском чемпионате Франции выиграл три золотых медали, став абсолютным чемпионом в многоборье, а следом участвовал на юниорском чемпионате мира в Софии и занял 15-е место в общем зачёте. В феврале на зимних юношеских Олимпийских играх в Лиллехаммере выиграл золотую медаль в смешанной эстафете, занял 6-е место в беге на 500 м и 14-е на 1000 м. На следующий год вновь стал абсолютным чемпионом среди юниоров Франции. 
В январе 2017 года на юниорском чемпионате мира в Инсбруке Феркок занял 5-е место в беге на 500 м и 11-е в многоборье. В 2018 году он впервые участвовал на чемпионате Европы в Дрездене, где в составе эстафетной команды занял 5-е место, а в марте на чемпионате мира в Варшаве завоевал бронзовую медаль в беге на 500 м и занял 5-е место в личном зачёте многоборья.
В ноябре 2018 года Феркок занял 3-е место в смешанной эстафете на Кубке мира в Солт-Лейк-Сити. В конце года занял 4-е место на Национальном чемпионате Франции. В начале января на чемпионате Европы в Дордрехте с командой стал 4-м в эстафете. В марте в России на зимней Универсиаде в Красноярске Квентин завоевал серебро на дистанции 1500 м, а также занял 4-е место в беге на 500 м и 6-е место на 1000 м.
На очередном чемпионате Европы в Дебрецене в начале 2020 года он поднялся на 14-е место в общем зачёте, а в феврале на Кубке мира в Дрездене занял 3-е место в составе смешанной эстафеты. Феркок занял 4-е место на элитном чемпионате Франции в Дюнкерке в конце года, выиграв 2-е бронзы на дистанциях 500 и 1500 м. В сезоне из-за пандемии коронавируса все международные соревнования были отменены, поэтому он участвовал только в элитном чемпионате Франции, где занял 3-е место в общем зачёте. 
В сезоне 2021/22 годов Квентин начал в октябре с Кубка мира и уже в ноябре в Дебрецене занял 3-е место в составе смешанной эстафеты. Следом на чемпионате Франции занял 1-е место в беге на 500 м, 3-е на 1500 м и 2-е на 1000 м. В феврале 2022 года он принял участие на зимних Олимпийских играх в Пекине и занял 12-е место в смешанной эстафете, 7 февраля стал 11-м в беге на 1000 м, через 2 дня занял 23-е место на 1500 м и 13 числа стал только 25-м на своей 500-метровке.
9 апреля 2022 года на чемпионате мира в Монреале Квентин выиграл серебряную медаль на дистанции 500 м, уступив только абсолютному чемпиону мира Шаоангу Лю. Это была первая медаль французского фигуриста на чемпионате мира по шорт-треку за более чем 40 лет (1980 год). В общем зачёте чемпионата он поднялся на 5-е место.